# KkStB 102
A kkStB 102 sorozat egy személyvonati szerkocsisgőzmozdony-sorozat volt a Császári és Királyi Osztrák Államvasutaknál (kk. österreichische Staatsbahnen, kkStB), melynek mozdonyai eredetileg az Österreichische Nordwestbahntól (ÖNWB) származtak.

## Története
Az 1880-as évek végén a növekvő vonatterhelések erősebb mozdonyokat kívántak meg, ezért a Floridsdorfi Mozdonygyár 1891-ben épített hat 2B jellegű gyorsvonati mozdonyt az ÖNWB-nek, amely a XIIa sorozatba osztotta be azokat. 1892-ben követte öt mozdony a SNDVB-nek, mint XIIb sorozat. 1895-ben pedig hat mozdony következett XIIc sorozatként beszámozva és 1896-ban újabb hét, melyből kettő az ÖNWB-hez, öt pedig az SNDVB-hez került.
A mozdonyok hasonlítottak az SB/DV 17c sorozathoz, de nagyobb kazánja és kisebb tengelytávolsága volt. Az ÖMWB Ia-c sorozatú mozdonyokkal szemben lehetőség volt egy nagyobb kazán és egy alátámasztott tűzszekrény beépítésére.
A sorozat mozdonyainak üzembeállításával lerövidült az utazási idő Bécs és Děčín között közel fél órával. Később a mozdonyok személyvonatokat továbbítottak Bécs–Znojmo, Prága–Nimburg, Groß-Wossek–Děčín között.
Az államosítás után a mozdonyokat a kkStB a KKStb 102 sorozatba osztotta.
Az első világháború után valamennyi mozdony a Csehszlovák Államvasutakhoz (ČSD) került a ČSD 254.1 sorozatba és 1933-ig selejtezték őket.
| ÖNWB XIIa,b,c kkStB 102 sorozat ČSD 254.1 sorozat | ÖNWB XIIa,b,c kkStB 102 sorozat ČSD 254.1 sorozat                                              | ÖNWB XIIa,b,c kkStB 102 sorozat ČSD 254.1 sorozat                                              | ÖNWB XIIa,b,c kkStB 102 sorozat ČSD 254.1 sorozat                                              | ÖNWB XIIa,b,c kkStB 102 sorozat ČSD 254.1 sorozat                                              |
| Műszaki adatok                                    | Műszaki adatok                                                                                 | Műszaki adatok                                                                                 | Műszaki adatok                                                                                 | Műszaki adatok                                                                                 |
| ------------------------------------------------- | ---------------------------------------------------------------------------------------------- | ---------------------------------------------------------------------------------------------- | ---------------------------------------------------------------------------------------------- | ---------------------------------------------------------------------------------------------- |
| Pályaszám:                                        | ÖNWB XIIa 661–666 ÖNWB XIIb 676–680 ÖNWB XIIc 667–674, 681–685 kkStB 102.01–24 ČSD 254.101–113 | ÖNWB XIIa 661–666 ÖNWB XIIb 676–680 ÖNWB XIIc 667–674, 681–685 kkStB 102.01–24 ČSD 254.101–113 | ÖNWB XIIa 661–666 ÖNWB XIIb 676–680 ÖNWB XIIc 667–674, 681–685 kkStB 102.01–24 ČSD 254.101–113 | ÖNWB XIIa 661–666 ÖNWB XIIb 676–680 ÖNWB XIIc 667–674, 681–685 kkStB 102.01–24 ČSD 254.101–113 |
| Darabszám:                                        | ÖNWB XIIa: 6 ÖNWB XIIb: 5 ÖNWB XIIc: 13 kkStB: 24 (von ÖNWB) ČSD: 24 (von kkStB)               | ÖNWB XIIa: 6 ÖNWB XIIb: 5 ÖNWB XIIc: 13 kkStB: 24 (von ÖNWB) ČSD: 24 (von kkStB)               | ÖNWB XIIa: 6 ÖNWB XIIb: 5 ÖNWB XIIc: 13 kkStB: 24 (von ÖNWB) ČSD: 24 (von kkStB)               | ÖNWB XIIa: 6 ÖNWB XIIb: 5 ÖNWB XIIc: 13 kkStB: 24 (von ÖNWB) ČSD: 24 (von kkStB)               |
| Gyártó:                                           | Floridsdorf                                                                                    | Floridsdorf                                                                                    | Floridsdorf                                                                                    | Floridsdorf                                                                                    |
|                                                   | XIIa                                                                                           | XIIb                                                                                           | XIIc                                                                                           | XIIc (667–672)                                                                                 |
| Gyártásban                                        | 1891                                                                                           | 1892                                                                                           | 1896                                                                                           | 1895                                                                                           |
| Selejtezés:                                       | ČSD: 1933-tól                                                                                  | ČSD: 1933-tól                                                                                  | ČSD: 1933-tól                                                                                  | ČSD: 1933-tól                                                                                  |
| Jelleg:                                           | 2'B n2                                                                                         | 2'B n2                                                                                         | 2'B n2                                                                                         | 2'B n2                                                                                         |
| Nyomtávolság:                                     | 1 435 mm                                                                                       | 1 435 mm                                                                                       | 1 435 mm                                                                                       | 1 435 mm                                                                                       |
| Hossz:                                            | 8 684 mm                                                                                       | 8 684 mm                                                                                       | 8 684 mm                                                                                       | 8 684 mm                                                                                       |
| Hossz szerkocsival:                               | 14 495 mm                                                                                      | 14 495 mm                                                                                      | 14 495 mm                                                                                      | 14 495 mm                                                                                      |
| Magasság:                                         | 4 570 mm                                                                                       | 4 570 mm                                                                                       | 4 570 mm                                                                                       | 4 570 mm                                                                                       |
| Legnagyobb sebesség:                              | 80 km/h                                                                                        | 80 km/h                                                                                        | 80 km/h                                                                                        | 80 km/h                                                                                        |
| Üres tömeg                                        | 43,00 t                                                                                        | 43,00 t                                                                                        | 43,00 t                                                                                        | 43,00 t                                                                                        |
| Tapadási tömeg:                                   | 28,00 t                                                                                        | 28,00 t                                                                                        | 28,00 t                                                                                        | 28,00 t                                                                                        |
| Szolgálati tömeg:                                 | 48,00 t                                                                                        | 48,00 t                                                                                        | 48,00 t                                                                                        | 48,00 t                                                                                        |
| Szolgálati tömeg szerkocsival:                    | 80,70 t                                                                                        | 80,70 t                                                                                        | 80,70 t                                                                                        | 80,70 t                                                                                        |
| Hajtókerék-átmérő:                                | 1 750 mm                                                                                       | 1 750 mm                                                                                       | 1 750 mm                                                                                       | 1 750 mm                                                                                       |
| Futókerékátmérő:                                  | 989 mm                                                                                         | 989 mm                                                                                         | 989 mm                                                                                         | 989 mm                                                                                         |
| Csatolt kerekek tengelytávolsága:                 | 2 200 mm                                                                                       | 2 200 mm                                                                                       | 2 200 mm                                                                                       | 2 200 mm                                                                                       |
| Össztengelytávolság:                              | 5 900 mm                                                                                       | 5 900 mm                                                                                       | 5 900 mm                                                                                       | 5 900 mm                                                                                       |
| Tengelytávolság szerkocsival:                     | 11 385 mm                                                                                      | 11 385 mm                                                                                      | 11 385 mm                                                                                      | 11 385 mm                                                                                      |
| Hengerátmérő:                                     | 450 mm                                                                                         | 435 mm                                                                                         | 450 mm                                                                                         | 450 mm                                                                                         |
| Dugattyúlöket:                                    | 632 mm                                                                                         | 632 mm                                                                                         | 632 mm                                                                                         | 632 mm                                                                                         |
| Csőfűtőfelület:                                   | 132,1 m²                                                                                       | 130,8 m²                                                                                       | 130,8 m²                                                                                       | 129,6 m²                                                                                       |
| Sugárzó fűtőfelület:                              | 9,0 m²                                                                                         | 9,0 m²                                                                                         | 9,0 m²                                                                                         | 9,0 m²                                                                                         |
| Rostélyfelület:                                   | 2,30 m²                                                                                        | 2,30 m²                                                                                        | 2,30 m²                                                                                        | 2,30 m²                                                                                        |
| Gőznyomás:                                        | 12,0 atm                                                                                       | 12,0 atm                                                                                       | 12,0 atm                                                                                       | 12,0 atm                                                                                       |
| Szerkocsi típusa:                                 | 29                                                                                             | 29                                                                                             | 29                                                                                             | 29                                                                                             |
| Vízkészlet:                                       | 12,0 m³                                                                                        | 12,0 m³                                                                                        | 12,0 m³                                                                                        | 12,0 m³                                                                                        |
| Tüzelőanyagkészlet:                               | 6,4 m³                                                                                         | 6,4 m³                                                                                         | 6,4 m³                                                                                         | 6,4 m³                                                                                         |

## Fordítás
- Ez a szócikk részben vagy egészben  a   kkStB 102 című német Wikipédia-szócikk fordításán alapul.  Az eredeti cikk szerkesztőit annak laptörténete sorolja fel. Ez a jelzés csupán a megfogalmazás eredetét és a szerzői jogokat jelzi, nem szolgál a cikkben szereplő információk forrásmegjelöléseként.